# Reina Cristina (1886)
Il Reina Cristina è stato un incrociatore di prima classe non protetto, con scafo in ferro, della Armada Española in servizio tra il 1890 e il 1 maggio 1898, data del suo affondamento a Manila per opera delle navi americane dell'ammiraglio George Dewey.

## Storia

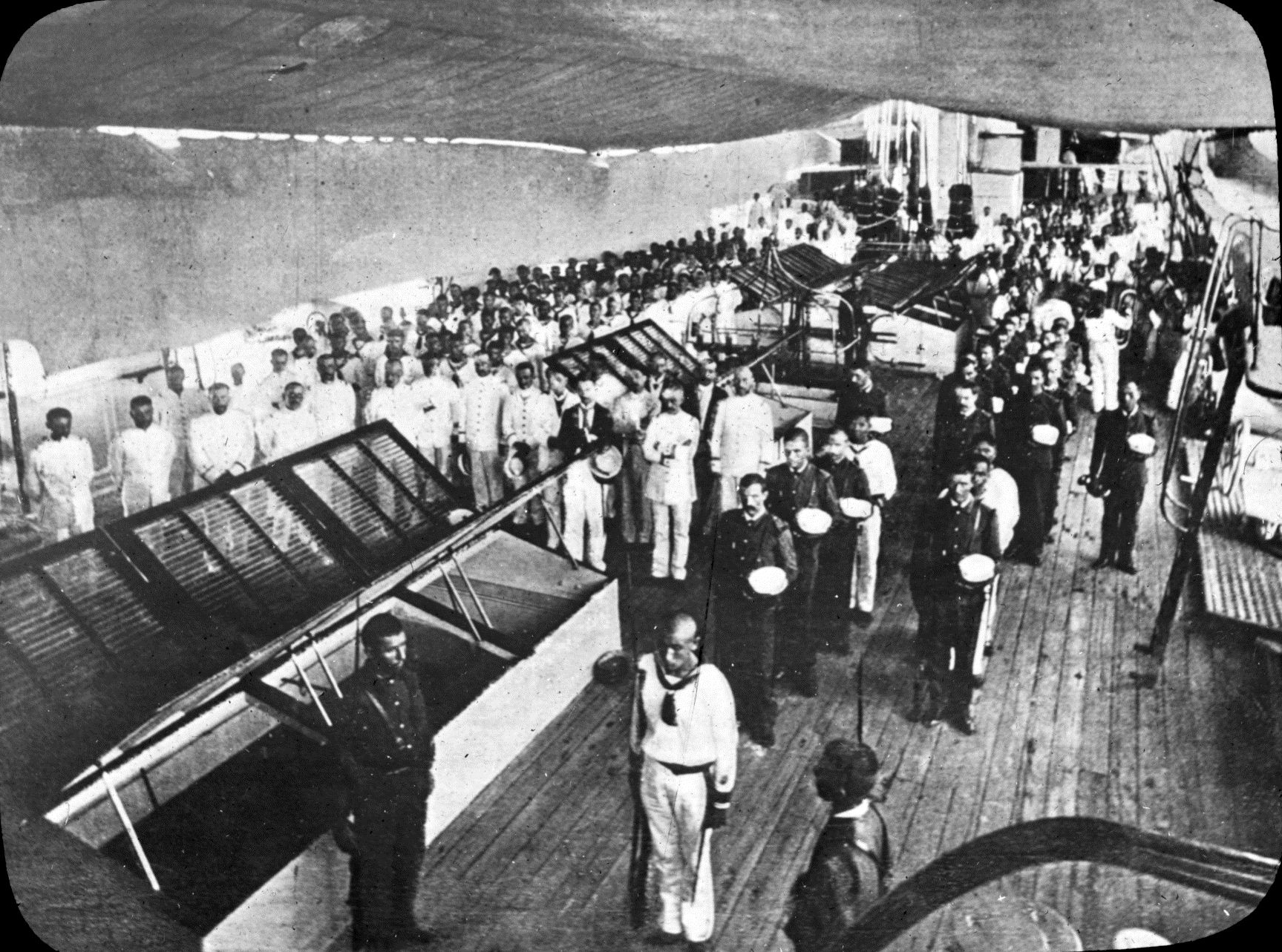
L'equipaggio dell'incrociatore Reina Cristina.

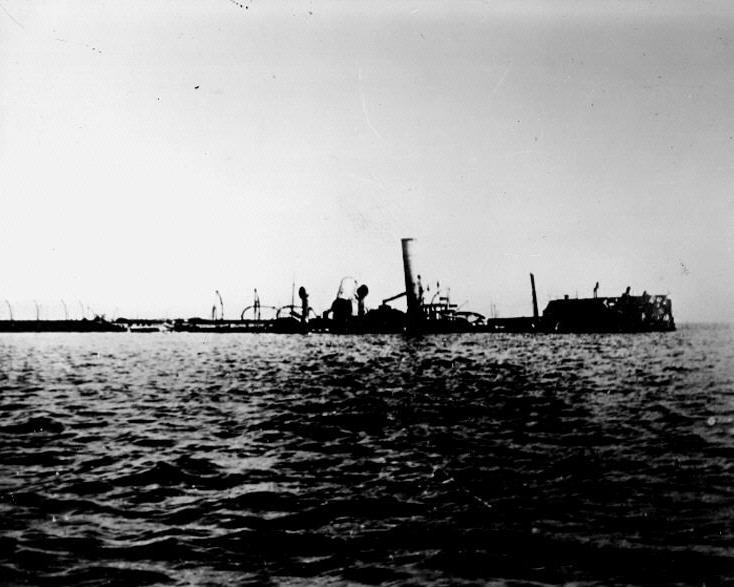
Il relitto dell'incrociatore non protetto Reina Cristina.

Seconda unità della classe Alfonso XII, progettata dall'ingegnere navale Tomás de Tallerie, la costruzione dell'incrociatore di prima classe non protetto Reina Cristina fu ordinata il 14 ottobre 1880 presso l'arsenale navale di Ferrol, e l'unità fu impostata il 12 agosto 1881 alla presenza dei reali di Spagna, venendo varata il 2 maggio 1886. Il Reina Cristina, così denominato in onore della regina Maria Cristina d'Asburgo-Teschen, seconda moglie del re Alfonso XII, iniziò le prove in mare nel 1890. La costruzione dei tre incrociatori della classe si prolungò per molto tempo a causa della mancanza di materiali, e queste navi soffrirono sempre di problemi al loro apparato propulsore.

## Descrizione tecnica
Il Reina Cristina era un incrociatore protetto che dislocava 3.520 tonnellate a pieno carico, era lungo 86,6 m, largo 13,3 m, e con un pescaggio di 6,60 m a pieno carico. L'apparato propulsivo si basava su una motrice alternativa con una potenza indicata di 4.100 CV, che muoveva una elica. La dotazione di carbone era pari a 669 tonnellate. Per la propulsione ausiliaria vi erano tre alberi per una superficie velica complessiva di 1.725 m². La velocità massima raggiungibile era pari a 17 nodi a tutta forza, e 15 a velocità normale, con una autonomia massima di 9.600 miglia nautiche.  L'armamento principale si basava su 6 cannoni in impianti singoli González Hontoria da 160 mm, montati lateralmente, 2 cannoni Nordenfelt da 57, 3 cannoni Nordenfelt da 42 mm, 6 cannoni a canne rotanti Hotchkiss da  37 mm, 2 mitragliatrici, e 5 tubi lanciasiluri da 356 mm.

## Impiego operativo
L'incrociatore Reina Cristina entrò in servizio il 19 aprile 1890. l'11 agosto dello stesso anno la regina visitò la Escuadra de Instrucción, formata dagli incrociatori Reina Regente, Reina Cristina e Isla de Luzon a San Sebastian, accompagnata dal Ministro della Marina José María de Beránger. Nel 1891 salpò per le Filippine, assegnata alla locale squadra navale per prevenire i tentativi tedeschi di occupare le Isole Caroline. Nella notte tra il 4 e il 5 gennaio il Reina Cristina, mentre ritornava da Mindanao a Cavite, si incagliò nei pressi di Ilo-Ilo. Nell'incidente si registrarono due morti e 20 ferito, e i danni furono successivamente riparati in loco. Tra l'agosto e l'ottobre 1896 l'unità prese parte alle operazioni di supporto all'esercito impegnato a contrastare gli insorti filippini che a Manila avevano occupato l'arsenale di Cavite. In seguito divenne nave ammiraglia del comandante in capo della squadra navale, ammiraglio Patricio Montojo y Pasarón. Dopo lo scoppio della guerra ispano-americana partecipò alla battaglia della baia di Manila, avvenuta il 1 maggio 1898, tra la squadra navale spagnola e quella americana al comando dell'ammiraglio George Dewey.
Il vista dell'inizio delle operazioni belliche Montojo y Pasarón, che alzava la sua insegna sul Reina Cristina, e aveva ai suoi ordini gli incrociatori Don Juan de Austria, Don Antonio de Ulloa, Isla de Luzon, Castilla, Isla de Cuba e la cannonieraMarques del Duero, aveva portato la sua squadra a Subic bay, ma quando scoprì che le difese costiere non erano pienamente operative, decise di riportare le navi all'ancoraggio di Cavite. Il Reina Cristina prese quindi a rimorchio il Castilla che non poteva muoversi avendo l'apparato motore fuori uso e lo portò a Cavite.
Il combattimento iniziò alle 5:00 e si protrasse sino alle 14:00, con il Reina Cristina preso come bersaglio principale dalle navi americane, tanto che Montojo y Pasaron e il suo stato maggiore spagnolo dovette trasferirsi sull'incrociatore Isla de Cuba. Centrata ripetutamente, con estesi incendi a bordo che fecero esplodere alcuni depositi munizioni, la nave affondò portando con sé numerosi membri dell'equipaggio, tra cui il suo comandante, il capitano di vascello José Cadarso y Rey. Nel 1903 il relitto venne riportato a galla e successivamente demolito. Fu salvata solo la bandiera di combattimento, che trenta anni dopo accompagnò la salma della regina Maria Cristina nel suo ultimo viaggio per essere tumulata all'Escorial.

### Fonti
1. 1 2 3 4 5 6  Gardiner 1879, p. 384.
2. 1 2 3 4 5 6 7 8  Todoavante.
3. 1 2 3 4 5 6 7  Spanamwar.